# Metrostation Vadapalani

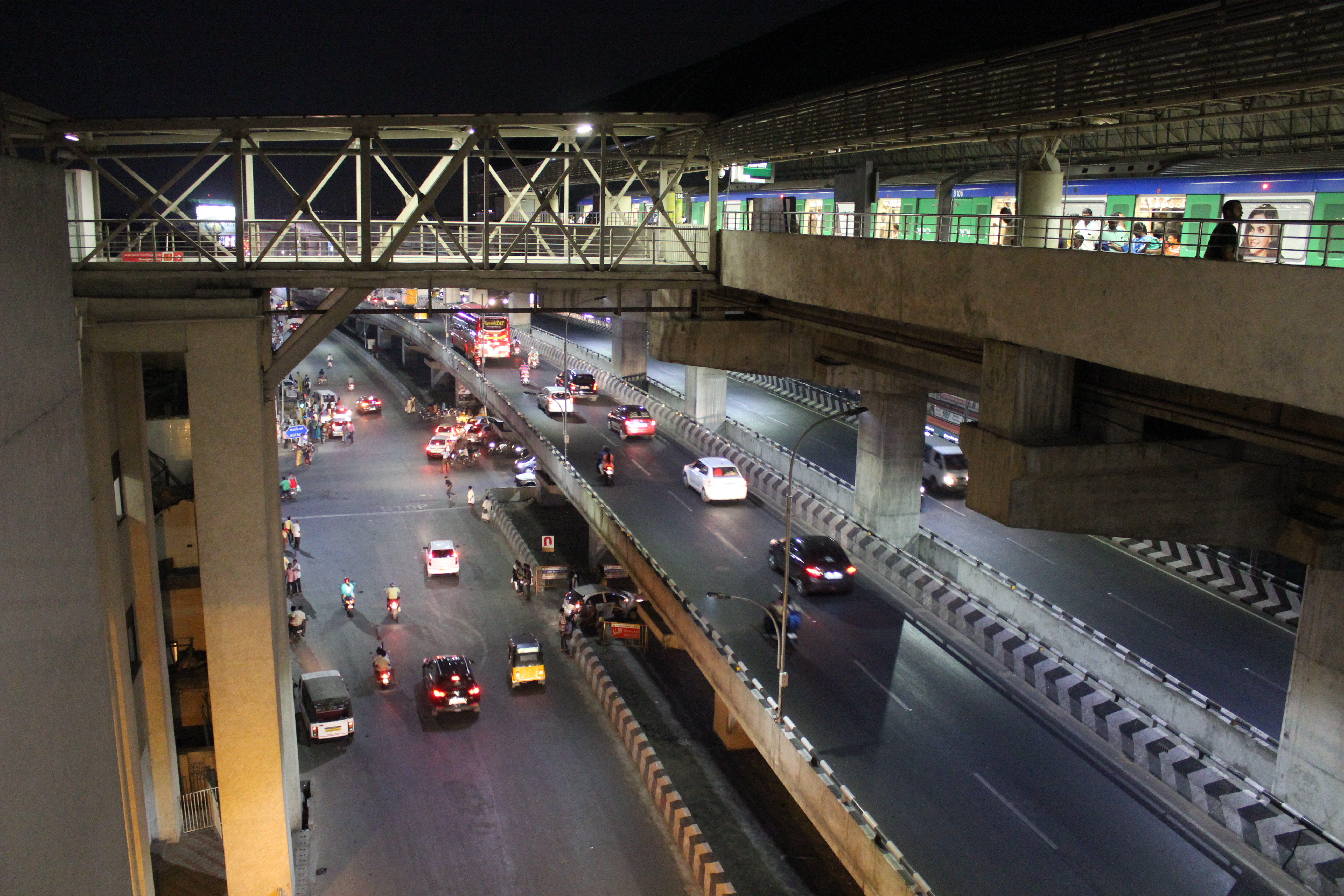
Die Metrostation Vadapalani

Die Metrostation Vadapalani (Tamil: வடபழனி) ist ein oberirdischer U-Bahnhof der Metro Chennai. Er wird von der Grünen Linie bedient.
Die Metrostation Vadapalani befindet sich im gleichnamigen Stadtteil Vadapalani im Westen Chennais an der Kreuzung der Ringstraße Inner Ring Road (100 Feet Road) und der Ausfallstraße Arcot Road. Die Station ist als Hochbahnhof konzipiert und befindet sich oberhalb der Inner Ring Road. In unmittelbarer Nähe der Metrostation befinden sich das Einkaufszentrum Forum Vijaya Mall und der Murugan-Tempel von Vadapalani. Die Metrostation Vadapalani wurde am 29. Juni 2015 als Teil des ersten Streckenabschnitts der Grünen Linie eröffnet.